# Haiti ai Giochi paralimpici
Haiti è presente ai Giochi paralimpici estivi dall'edizione che si tenne nel 2008 a Pechino, in cui partecipò inviando un'atleta in una disciplina (powerlifting), la quale non poté partecipare però alla gara per "problemi con il suo peso" non meglio specificati, mentre atleti haitiani poterono effettivamente partecipare alle gare all'edizione successiva. Da allora ha partecipato ad ogni edizione delle Paralimpiadi estive, senza mai vincere una medaglia. Non ha mai partecipato ai Giochi paralimpici invernali.

## Medagliere

### Giochi paralimpici estivi
| Giochi       | Oro | Argento | Bronzo | Totale | Pos. |
| ------------ | --- | ------- | ------ | ------ | ---- |
| Pechino 2008 | 0   | 0       | 0      | 0      | -    |
| Londra 2012  | 0   | 0       | 0      | 0      | -    |
| Rio 2016     | 0   | 0       | 0      | 0      | -    |
| Tokyo 2020   | 0   | 0       | 0      | 0      | -    |
| Parigi 2024  | 0   | 0       | 0      | 0      | -    |
| Totale       | 0   | 0       | 0      | 0      | 0    |